# Den Spojených národů

Logo OSN

Den Organizace spojených národů byl vyhlášen 24. října 1947 Valným shromážděním OSN jako výročí Charty Organizace spojených národů a tento den byl věnován vyjádření všech národů světa, cílům a úspěchům Spojených národů a získáním jejich podpory pro svou práci.
V roce 1971 Valné shromáždění OSN přijalo další usnesení (Organizace spojených národů, rezoluce 2782) a prohlásilo, že Organizace spojených národů vyhlašuje tento den mezinárodním svátkem a doporučuje, že by měl být dodržován jako státní svátek ve všech členských zemích Organizace spojených národů.
Den Organizace spojených národů je součástí Týdne Organizace spojených národů, který probíhá každoročně od 20. do 26. října.

## Den světového informačního rozvoje
Den světového informačního vývoje organizace OSN také spadá na 24. října a je uznáván od roku 1972.